# Arapuá
Arapuá este un oraș din unitatea federativă Minas Gerais, Brazilia.